# Нурходжаев, Сейтжан
Сейтжа́н Нурходжа́ев, другие варианты фамилии — Нуркожаев, Нурхожаев, Нургожаев, имени — Сейлжан (1905, Аулиеатинский уезд, Сырдарьинская область, Туркестанский край, Российская империя — 1994, Джамбулская область, Казахская ССР) — старший чабан колхоза имени Сталина Таласского района Джамбулской области, Казахская ССР. Герой Социалистического Труда (1948).

## Биография
Родился в 1905 году в крестьянской семье в одном из сельских населённых пунктов Аулиеатинского уезда. Происходит из племени ысты. С раннего возраста трудился в сельском хозяйстве. В 1929 году вступил в местную сельскохозяйственную артель (позднее — имени Сталина Таласского района), в которой трудился в полеводческом звене до призыва в 1941 году в Красную Армию по мобилизации. Участвовал в Великой Отечественной войне. Воевал в составе 40 отдельной бригады на Западном фронте. В 1943 году получил тяжёлое ранение. После излечения в госпитале демобилизовался в 1944 году и возвратился на родину, где продолжил трудиться чабаном в родном колхозе.
По итогам 1947 года вырастил 536 ягнят от 403 курдючных овцематок. Средний вес ягнёнка к отбивке составил 40 килограммов. Указом Президиума Верховного Совета СССР от 23 июля 1948 года удостоен звания Героя Социалистического Труда за «получение высокой продуктивности животноводства в 1947 году» с вручением ордена Ленина и золотой медали «Серп и Молот» (№ 2464).
Трудился в колхозе имени Сталина, позднее реорганизованном в овцеводческий совхоз «Уюк» до выхода на пенсию. Проживал в Талды-Курганской области (предположительно в селе Ойык Таласского района). Дата смерти не установлена.
Память
Его именем названа улица в селе Ойык Талассского района.